# Kuala Sungai Baru
Kuala Sungai Baru is een plaats in de Maleisische deelstaat Malakka.
Kuala Sungai Baru telt 300 inwoners.